# مرکز هنرهای نمایشی جان اف کندی

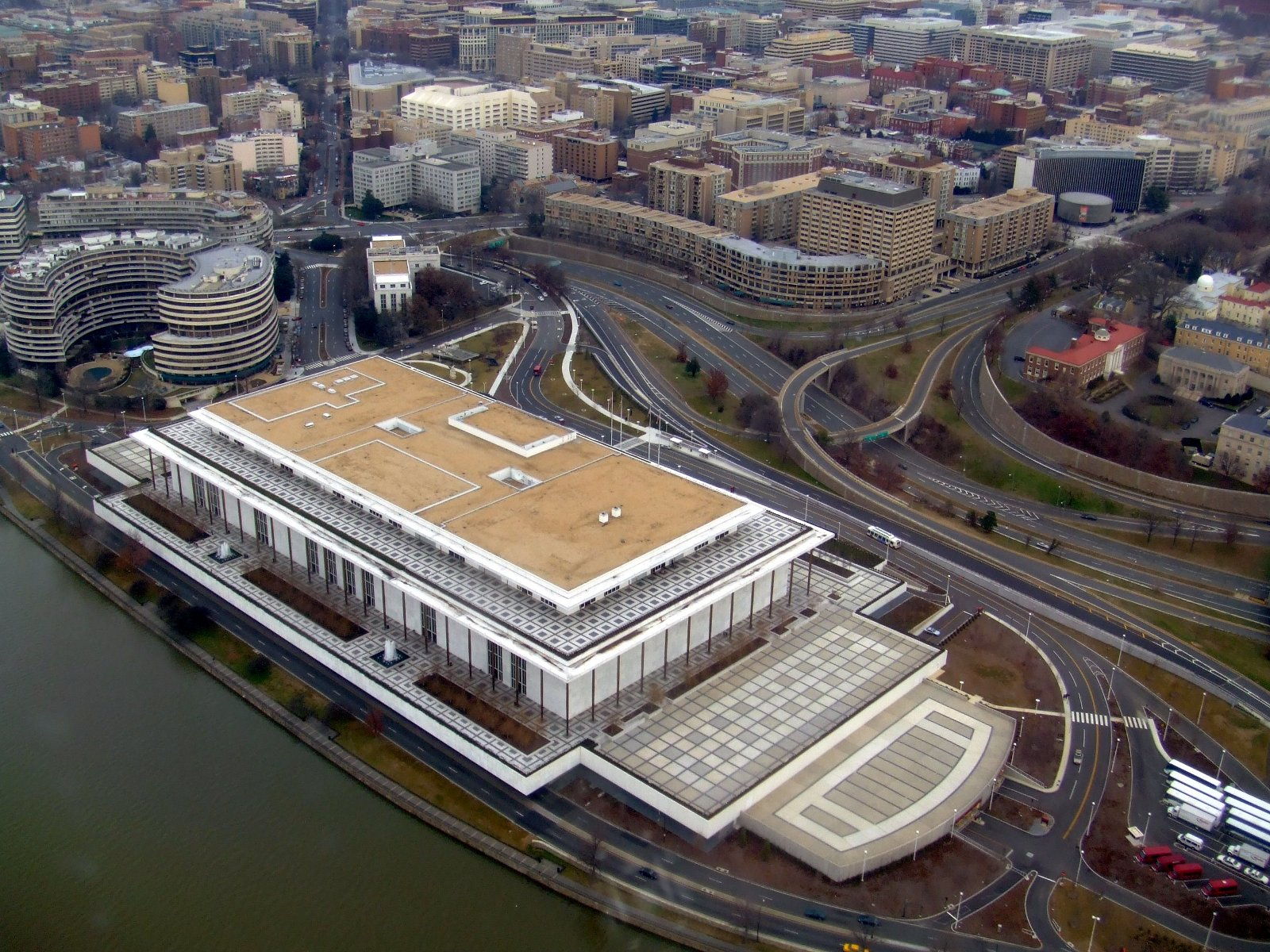

مرکز هنرهای نمایشی جان اف کندی (به انگلیسی: John F. Kennedy Center for the Performing Arts) تأسیس ۱۹۷۱، یکی از مشهورترین مراکز فرهنگی ایالات متحده آمریکا است.
این تالار در شهر واشنگتن دی سی در آمریکا قرار دارد و میزبان سمفونی ارکستر ملی و گروه اپرای ملی آمریکا است.

## پیوند به بیرون

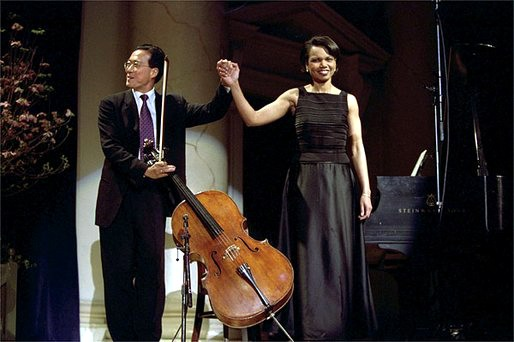
کاندالیزا رایس و هنرمند نامی ویولن سل یویوما پس از اجرای مشترک یکی از سوناتاهای یوهانس برامس در سال ۲۰۰۲ در این مرکز.